# Pariquera-Açu
Pariquera-Açu is een gemeente in de Braziliaanse deelstaat São Paulo. De gemeente telt 18.918 inwoners (schatting 2009).

## Aangrenzende gemeenten
De gemeente grenst aan Cananéia, Iguape, Jacupiranga en Registro.

## Verkeer en vervoer
De plaats ligt aan de wegen BR-478/SP-226 en SP-222.